# بابالی (جلیل‌آباد)
بابالی (به ترکی آذربایجانی: Babalı) یک منطقه مسکونی در جمهوری آذربایجان است که در شهرستان جلیل‌آباد واقع شده است. بابالی ۷۷۵ نفر جمعیت دارد.